# Neuvic-Entier
Neuvic-Entier is een gemeente in het Franse departement Haute-Vienne (regio Nouvelle-Aquitaine) en telt 1025 inwoners (1999). De plaats maakt deel uit van het arrondissement Limoges.

## Geografie
De oppervlakte van Neuvic-Entier bedraagt 38,7 km², de bevolkingsdichtheid is 26,5 inwoners per km².

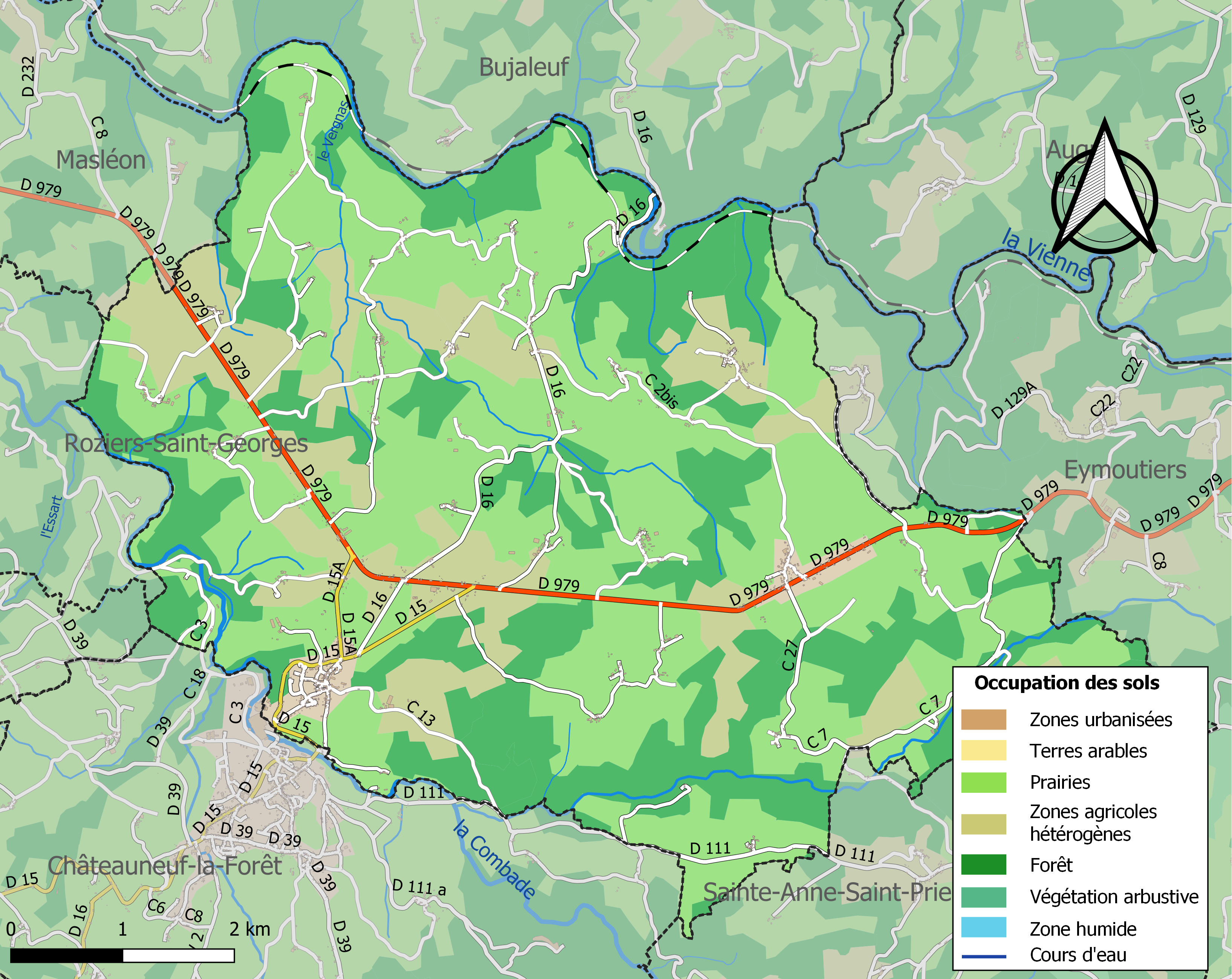
Kaart van de gemeente met de belangrijkste infrastructuur, bodemgebruik en omliggende gemeenten

## Verkeer
In de gemeente ligt de spoorweghalte Châteauneuf - Bujaleuf

## Demografie
Onderstaande figuur toont het verloop van het inwonertal (bron: INSEE-tellingen).